# Mittelrheinpokal

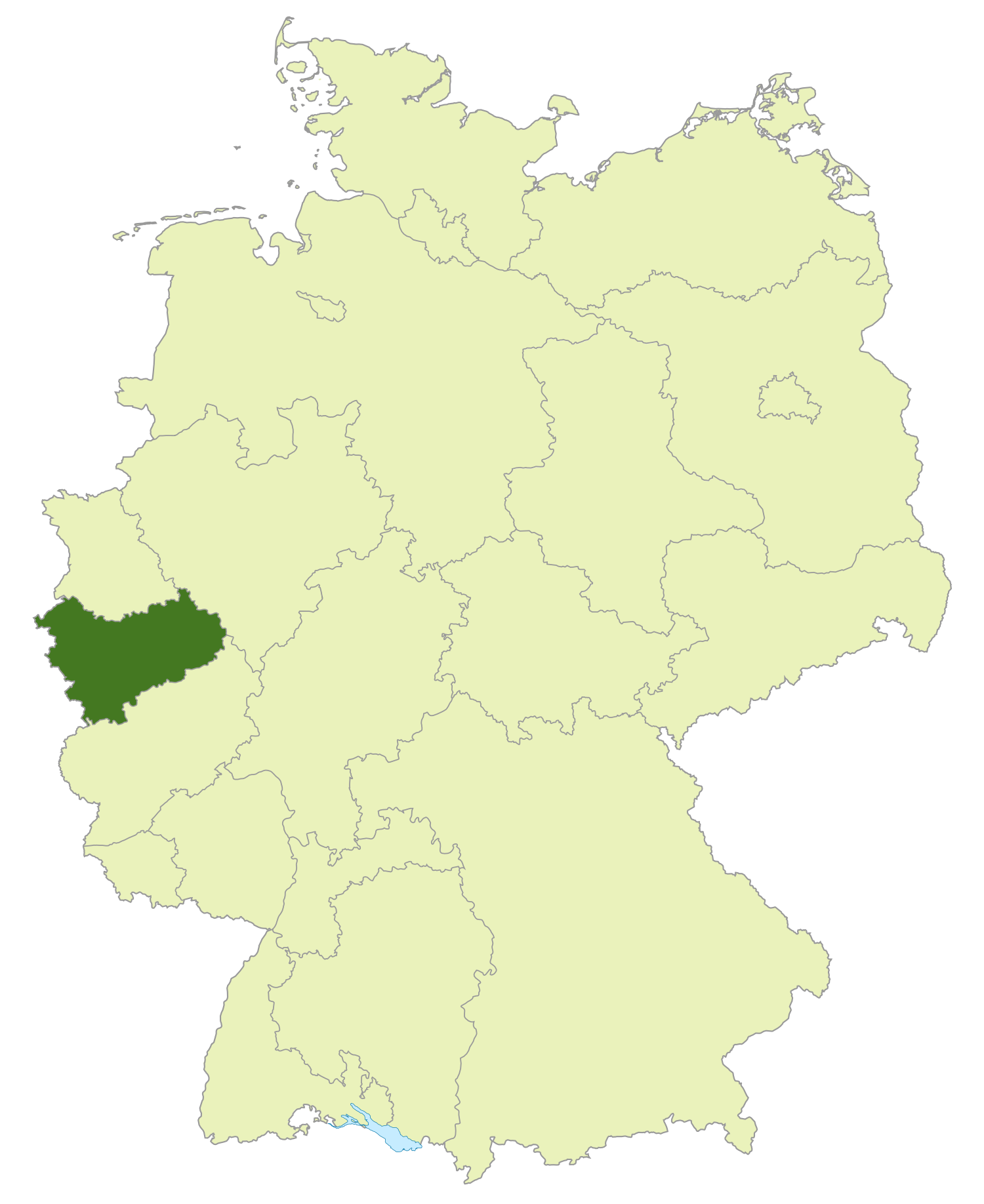
Střední Porýní na mapě Německa

Mittelrheinpokal je německá fotbalová soutěž pro týmy pod fotbalovým svazem Středního Porýní (Landespokal, regionální pohár). Tento fotbalový svaz sdružuje ve svých řadách téměř 336 000 členů registrovaných v 7 370 klubech. Tento zemský pohár se hraje od sezóny 1992-93. Hraje se vyřazovacím K.O. systémem, soutěž má 5 kol a nehrají zde týmy z nejvyšších dvou německých soutěží. Do 1. kola soutěže postupují přímo účastníci 3. ligy, dále pak týmy ze 4. ligy a 27 vítězů Kreispokalů. Vítěz postupuje do DFB-Pokalu.

## Přehled vítězů
| 1993 | Alemannia Aachen          | 2002 | Alemannia Aachen Amateure | 2011 | TSV Germania Windeck | 2020 | 1. FC Düren      |
| 1994 | Alemannia Aachen          | 2003 | Bayer Leverkusen Amateure | 2012 | FC Hennef 05         | 2021 | FC Viktoria Köln |
| 1995 | 1. FC Köln Amateure       | 2004 | 1. FC Köln Amateure       | 2013 | SC Fortuna Köln      | 2022 | FC Viktoria Köln |
| 1996 | Bayer Leverkusen Amateure | 2005 | 1. FC Köln Amateure       | 2014 | FC Viktoria Köln     | 2023 | FC Viktoria Köln |
| 1997 | Alemannia Aachen          | 2006 | Alemannia Aachen II       | 2015 | FC Viktoria Köln     | 2024 | Alemannia Aachen |
| 1998 | Bayer Leverkusen Amateure | 2007 | Bayer Leverkusen II       | 2016 | FC Viktoria Köln     | 2025 | FC Viktoria Köln |
| 1999 | Alemannia Aachen          | 2008 | FC Wegberg-Beeck          | 2017 | Bonner SC            | 2026 |                  |
| 2000 | Bayer Leverkusen Amateure | 2009 | FC Germania Dattenfeld    | 2018 | FC Viktoria Köln     | 2027 |                  |
| 2001 | Blau-Weiß Brühl           | 2010 | TSV Germania Windeck      | 2019 | Alemannia Aachen     | 2028 |                  |